# Sant Jaume de Llierca

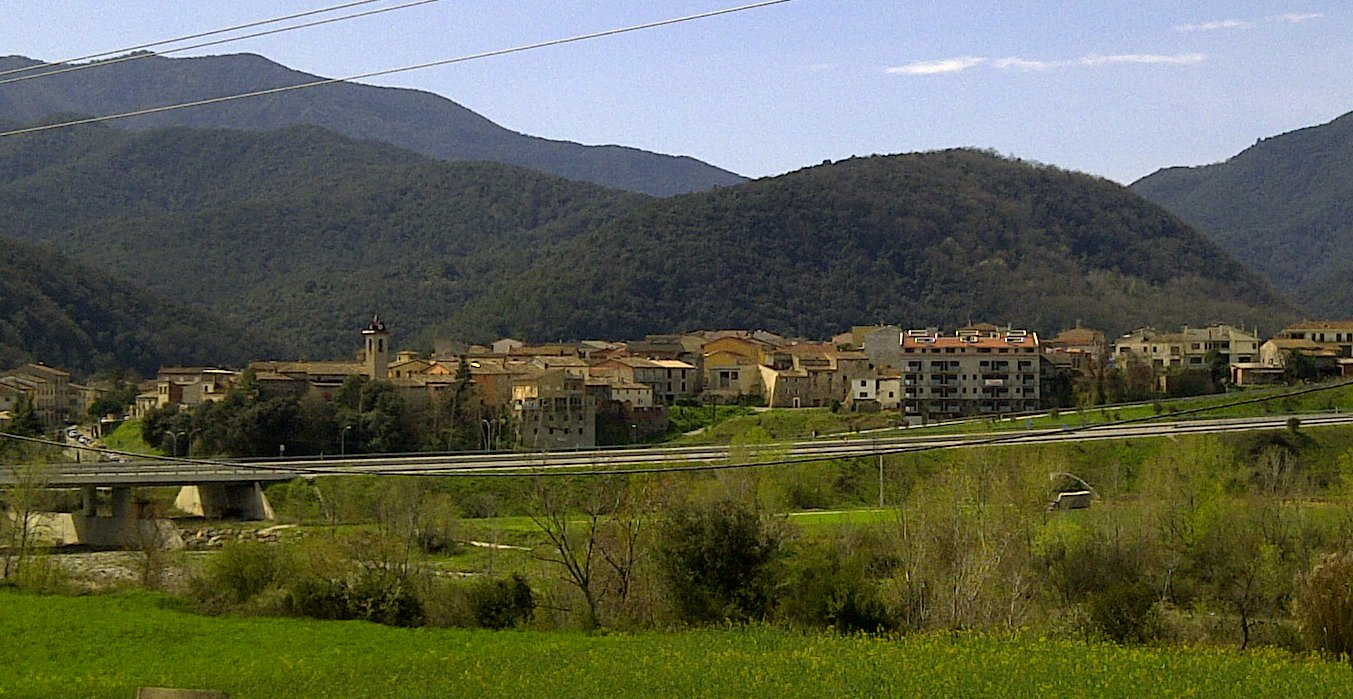
Sant Jaume de Llierca

Sant Jaume de Llierca is een gemeente in de Spaanse provincie Girona in de regio Catalonië met een oppervlakte van 7 km². Sant Jaume de Llierca telt 873 inwoners (1 januari 2016).

## Demografische ontwikkeling
Bron: INE, 1857-2011: volkstellingen